# Сен-Мартен-Сент-Катрин
Сен-Марте́н-Сент-Катри́н (фр. Saint-Martin-Sainte-Catherine) — коммуна во Франции, находится в регионе Лимузен. Департамент коммуны — Крёз. Входит в состав кантона Бурганёф. Округ коммуны — Гере.
Код INSEE коммуны — 23217.

## Население
Население коммуны на 2010 год составляло 331 человек.
| 1962 | 1968 | 1975 | 1982 | 1990 | 1999 | 2010 |
| ---- | ---- | ---- | ---- | ---- | ---- | ---- |
| 786  | 627  | 524  | 483  | 425  | 370  | 331  |

## Экономика
В 2010 году среди 176 человек трудоспособного возраста (15—64 лет) 125 были экономически активными, 51 — неактивными (показатель активности — 71,0 %, в 1999 году было 68,1 %). Из 125 активных жителей работали 108 человек (62 мужчины и 46 женщин), безработных было 17 (10 мужчин и 7 женщин). Среди 51 неактивных 7 человек были учениками или студентами, 31 — пенсионерами, 13 были неактивными по другим причинам.